# Julian Marley

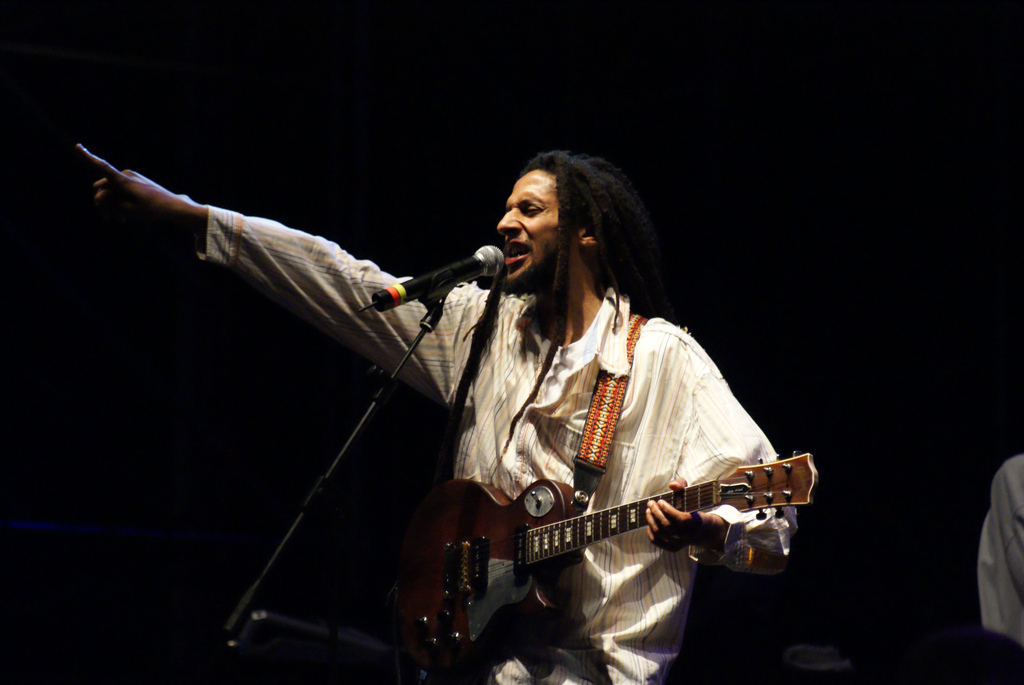
Julian Marley

Julian Ricardo Marley (ur. 4 czerwca 1975 w Londynie) – muzyk reggae. Syn legendy muzyki reggae Boba Marleya i Bajanki, Lucy Pounder. Członek ruchu Rastafari.
Urodził się w Londynie, dzieciństwo spędził pomiędzy Anglią a Jamajką. Od najmłodszych lat przejawiał zdolności muzyczne, już wtedy potrafił grać na keyboardzie, bębenkach, basie, gitarze, i wielu innych instrumentach. Razem ze swoimi braćmi Ziggym i Stephenem, w 1989 dołączył do Ghetto Youths.
Julian Marley nagrał swój pierwszy solowy album Lion in the Morning w 1996 i rozpoczął tournée po świecie. On i jego brat Damian Marley koncertowali na festiwalu Lollapalooza w 1997. W 2003 wydał album A Time and Place, a w 2009 album Awake.